# Майк Коммодор
Майк Коммодор (англ. Mike Commodore; нар. 7 листопада 1979, Форт-Саскачеван) — колишній канадський хокеїст, що грав на позиції захисника. Грав за збірну команду Канади.
Володар Кубка Стенлі. Провів понад 500 матчів у Національній хокейній лізі. 

## Ігрова кар'єра
Хокейну кар'єру розпочав 1997 року.
1999 року був обраний на драфті НХЛ під 42-м загальним номером командою «Нью-Джерсі Девілс». 
Протягом професійної клубної ігрової кар'єри, що тривала 15 років, захищав кольори команд «Нью-Джерсі Девілс», «Калгарі Флеймс», «Кароліна Гаррікейнс», «Оттава Сенаторс», «Колумбус Блю-Джекетс», «Детройт Ред-Вінгс», «Тампа-Бей Лайтнінг» та «Адмірал».
Загалом провів 537 матчів у НХЛ, включаючи 53 гри плей-оф Кубка Стенлі.
Виступав за збірну Канади, провів 9 ігор в її складі.

## Нагороди та досягнення
- Володар Кубка Стенлі в складі «Кароліна Гаррікейнс» — 2006.
- Чемпіон світу в складі національної збірної Канади — 2007.

## Статистика

### Клубні виступи
| Сезон        | Клуб                         | Ліга         | Регулярний сезон | Регулярний сезон | Регулярний сезон | Регулярний сезон | Регулярний сезон | Плей-оф | Плей-оф | Плей-оф | Плей-оф | Плей-оф |
| Сезон        | Клуб                         | Ліга         | І                | Г                | П                | О                | ШХ               | І       | Г       | П       | О       | ШХ      |
| ------------ | ---------------------------- | ------------ | ---------------- | ---------------- | ---------------- | ---------------- | ---------------- | ------- | ------- | ------- | ------- | ------- |
| 1997–98      | Університет Північної Дакоти | НКАА         | 29               | 0                | 5                | 5                | 74               | —       | —       | —       | —       | —       |
| 1998–99      | Університет Північної Дакоти | НКАА         | 39               | 5                | 8                | 13               | 154              | —       | —       | —       | —       | —       |
| 1999–00      | Університет Північної Дакоти | НКАА         | 38               | 5                | 7                | 12               | 154              | —       | —       | —       | —       | —       |
| 2000–01      | «Олбані Рівер-Ретс»          | АХЛ          | 41               | 2                | 5                | 7                | 59               | —       | —       | —       | —       | —       |
| 2000–01      | «Нью-Джерсі Девілс»          | НХЛ          | 20               | 1                | 4                | 5                | 14               | —       | —       | —       | —       | —       |
| 2001–02      | «Олбані Рівер-Ретс»          | АХЛ          | 14               | 0                | 3                | 3                | 31               | —       | —       | —       | —       | —       |
| 2001–02      | «Нью-Джерсі Девілс»          | НХЛ          | 37               | 0                | 1                | 1                | 30               | —       | —       | —       | —       | —       |
| 2002–03      | «Цинциннаті Майті Дакс»      | АХЛ          | 61               | 2                | 9                | 11               | 210              | —       | —       | —       | —       | —       |
| 2002–03      | «Сент-Джон Флеймс»           | АХЛ          | 7                | 0                | 3                | 3                | 18               | —       | —       | —       | —       | —       |
| 2002–03      | «Калгарі Флеймс»             | НХЛ          | 6                | 0                | 1                | 1                | 19               | —       | —       | —       | —       | —       |
| 2003–04      | «Лоуелл-Лок Монстерс»        | АХЛ          | 37               | 5                | 11               | 16               | 75               | —       | —       | —       | —       | —       |
| 2003–04      | «Калгарі Флеймс»             | НХЛ          | 12               | 0                | 0                | 0                | 25               | 20      | 0       | 2       | 2       | 19      |
| 2004–05      | «Лоуелл-Лок Монстерс»        | АХЛ          | 73               | 6                | 29               | 35               | 175              | 11      | 1       | 2       | 3       | 18      |
| 2005–06      | «Кароліна Гаррікейнс»        | НХЛ          | 72               | 3                | 10               | 13               | 138              | 25      | 2       | 2       | 4       | 33      |
| 2006–07      | «Кароліна Гаррікейнс»        | НХЛ          | 82               | 7                | 22               | 29               | 113              | —       | —       | —       | —       | —       |
| 2007–08      | «Кароліна Гаррікейнс»        | НХЛ          | 41               | 3                | 9                | 12               | 74               | —       | —       | —       | —       | —       |
| 2007–08      | «Оттава Сенаторс»            | НХЛ          | 26               | 0                | 2                | 2                | 26               | 4       | 0       | 2       | 2       | 0       |
| 2008–09      | «Колумбус Блю-Джекетс»       | НХЛ          | 81               | 5                | 19               | 24               | 100              | 4       | 0       | 0       | 0       | 18      |
| 2009–10      | «Колумбус Блю-Джекетс»       | НХЛ          | 57               | 2                | 9                | 11               | 62               | —       | —       | —       | —       | —       |
| 2010–11      | «Колумбус Блю-Джекетс»       | НХЛ          | 20               | 2                | 4                | 6                | 44               | —       | —       | —       | —       | —       |
| 2010–11      | «Спрингфілд Фалконс»         | АХЛ          | 11               | 0                | 2                | 2                | 20               | —       | —       | —       | —       | —       |
| 2011–12      | «Детройт Ред-Вінгс»          | НХЛ          | 17               | 0                | 2                | 2                | 21               | —       | —       | —       | —       | —       |
| 2011–12      | «Тампа-Бей Лайтнінг»         | НХЛ          | 13               | 0                | 0                | 0                | 17               | —       | —       | —       | —       | —       |
| 2012–13      | «Гамільтон Булдогс»          | АХЛ          | 17               | 0                | 2                | 2                | 26               | —       | —       | —       | —       | —       |
| 2012–13      | «Техас Старс»                | АХЛ          | 5                | 2                | 0                | 2                | 4                | 1       | 0       | 0       | 0       | 0       |
| 2013–14      | «Адмірал»                    | КХЛ          | 27               | 2                | 2                | 4                | 20               | 4       | 1       | 1       | 2       | 6       |
| Усього в НХЛ | Усього в НХЛ                 | Усього в НХЛ | 484              | 23               | 83               | 106              | 683              | 53      | 2       | 6       | 8       | 70      |

### Збірна
| Рік                | Команда            | Турнір             | Місце              | І | Г | П | О | ШХ |
| ------------------ | ------------------ | ------------------ | ------------------ | - | - | - | - | -- |
| 2007               | Канада             | ЧС                 | 1                  | 9 | 0 | 2 | 2 | 14 |
| Національна збірна | Національна збірна | Національна збірна | Національна збірна | 9 | 0 | 2 | 2 | 14 |